# سام عباس
سام عباس (11 نوفمبر 1993 -) هو مخرج وكاتب سيناريو ومنتج مصري،  اشتهر بأسلوبه في صناعة اللوحات الفنية والشاعرية والشبيهة بالحوادث.

## مسيرته المهنية
حظي فيلمه الروائي الثاني "ولادة علياء" بالاهتمام بعد الإعلان عن مسابقة للأفلام القصيرة النسائية، وكان الفيلم من بطولة نيكول بوشيري، وبورنا جاجاناثان، وصمويل إتش ليفين، ومايا كازان.
في 13 يوليو 2020 أصدر عباس الفيلم الوثائقي القصير روستد كارافاجيوس [الإنجليزية] مدته 2.5 دقيقة، يتحدث الفيلم عن افتتاح متحف اللوفر في الاثنين 6 يوليو 2020 بعد إغلاق غير مسبوق لنحو أربعة أشهر.
كشفت مجلة فارايتي أن سام عباس تعاون مع كبار المصورين السينمائيين من جميع أنحاء العالم لإنشاء فيلم وثائقي بعنوان Erēmīta.
أسس عباس شركة إنتاج أفلام عربية بعنوان ArabQ، خلال الدورة 68 لمهرجان برلين السينمائي الدولي،  وكان أول أفلام الشركة فيلم روائي طويل بعنوان "الزفاف" والذي كتبه وأخرجه سام عباس وأدى بطولته برفقة نيكول بوشيري.

## فيلموغرافيا

### الأفلام
| عام  | فيلم                  | تعمل | تعمل | تعمل | تعمل         | تعمل | ملاحظات                               |
| عام  | فيلم                  | مخرج | كاتب | منتج | مصور سينمائي | ممثل | ملاحظات                               |
| ---- | --------------------- | ---- | ---- | ---- | ------------ | ---- | ------------------------------------- |
| 2016 | حان وقت المجيء        | نعم  | نعم  | نعم  |              | نعم  |                                       |
| 2018 | أريد المزيد، أريد أقل |      |      |      |              | نعم  |                                       |
| 2018 | الزفاف                | نعم  | نعم  | نعم  |              | نعم  |                                       |
| 2019 | لافندر                |      |      | نعم  |              |      | منتج تنفيذي                           |
| 2020 | ماري (2020)           | نعم  |      | نعم  |              |      | مؤهل لجائزة الأوسكار الثالثة والتسعين |
| 2020 | ولادة علياء           | نعم  | نعم  | نعم  |              |      |                                       |
| 2020 | روستد كارافاجيوس      | نعم  |      |      | نعم          |      | العرض الأول حصريًا في الموعد النهائي   |
| 2021 | إروميتا               | نعم  |      | نعم  | نعم          |      |                                       |

## روابط خارجية
- الموقع الرسمي
- سام عباس في قاعدة بيانات الأفلام على الإنترنت
- سام عباس في روتن توميتوز.